# Annamanum chebanum
Annamanum chebanum är en skalbaggsart som först beskrevs av Charles Joseph Gahan 1894.  Annamanum chebanum ingår i släktet Annamanum och familjen långhorningar.
Artens utbredningsområde är:
- Laos.
- Burma.

Inga underarter finns listade i Catalogue of Life.